# Impatiens sylvicola
Impatiens sylvicola är en balsaminväxtart som beskrevs av Burtt Davy och Greenway. Impatiens sylvicola ingår i släktet balsaminer, och familjen balsaminväxter. Inga underarter finns listade i Catalogue of Life.